# Klaus Iohannis
Klaus Werner Iohannis (sinh ngày 13 tháng 6 năm 1959) là một chính khách người Romania từng giữ chức Tổng thống từ năm 2014 đến năm 2025.
Klaus Iohannis xuất thân từ cộng đồng thiểu số Đức tại Romania. Ông là giáo sư vật lý, ông bước vào hoạt động chính trị năm 1999, bất ngờ trở thành thị trưởng Sibiu, một hành phố cổ ở vùng Transylvania. Là một nhà quản trị giỏi, ông đã biến thành phố này thành một trong những địa điểm du lịch chính của Rumani.
Ông trở thành lãnh đạo của Đảng Tự do Dân tộc vào năm 2014, sau khi đã là lãnh đạo của Diễn đàn Dân chủ Đức ở Romania từ năm 2002 đến năm 2013. Iohannis đã là một giáo viên vật lý và một thanh tra trường trước khi trở thành một nhà chính trị hoàn toàn.
Iohannis là tổng thống Rumani đầu tiên xuất thân từ dân tộc thiểu số. Ông là một người Saxon Transylvania, một phần gốc thiểu số Đức của Romania định cư ở Transylvania vào thế kỷ thứ 12. Do đó, ông là tổng thống thứ tư gốc Đức từ Đông Âu trong thời kỳ hậu cộng sản, sau Rudolf Schuster (Slovakia) và Ferenc Mádl và Pál Schmitt (Hungary). Ông tái đắc cử tổng thống quốc gia này trong bầu cử tổng thống Romania 2019.